# Josef Mach (fotbalista)
Josef Mach (* 5. prosince 1949) je bývalý český fotbalista, záložník.

## Fotbalová kariéra
V československé lize hrál za TJ SU Teplice. Nastoupil v 16 ligových utkáních. Do Teplic přišel z Mostu a tam se také vrátil.

## Ligová bilance
| Ročník                                   | Zápasy | Góly | Klub       |
| ---------------------------------------- | ------ | ---- | ---------- |
| 1. československá fotbalová liga 1971/72 | 6      | 0    | SU Teplice |
| 1. československá fotbalová liga 1972/73 | 8      | 0    | SU Teplice |
| 1. československá fotbalová liga 1973/74 | 2      | 0    | SU Teplice |
| CELKEM                                   | 16     | 0    |            |